# Leigh Leopards
Pour les articles homonymes, voir Centurion (homonymie).
Maillots
Leigh Leopards est un club professionnel anglais de rugby à XIII basé à Leigh, dans le Grand Manchester. Depuis 2017, il évolue en Super League qui est le championnat élite d'Angleterre. Il a remporté le championnat d'Angleterre à deux reprises (1906 et 1982) et la Coupe d'Angleterre appelée Challenge Cup à trois (1921, 1971 et 2023).
Le club est fondé en 1878 en tant que club de rugby (qui devient plus tard le rugby à XV) puis participe à la fondation de la Northern Rugby Football Union (qui prend le nom plus tard de la « Rugby Football League ») en 1895 qui est à l'origine directe de la naissance du rugby à XIII. Après avoir longtemps évolué au second échelon national, le club est promu en Super League en 2017.

## Palmarès
- Championnat d'Angleterre (Super League incluse) (2) :
  - Champion : 1906 et 1982.
- Coupe d'Angleterre dite Challenge Cup (3) :
  - Vainqueur : 1921, 1971 et 2023.
- Coupe du Lancashire (8)[1]:
  - Vainqueur : 1953, 1956, 1971 et 1982.

- Précision :   1. ↑  La coupe du Lancashire s'est déroulée entre 1905 et 1993.

## Bilan du club toutes saisons et toutes compétitions confondues
| Année       | Année       | Saison régulière Super League                                                       | Saison régulière Super League                                                       | Saison régulière Super League                                                       | Saison régulière Super League                                                       | Saison régulière Super League                                                       | Saison régulière Super League                                                       | Saison régulière Super League                                                       | Saison régulière Super League                                                       | Phase finale Super League                                                           | Phase finale Super League                                                           | Phase finale Super League                                                           | Phase finale Super League                                                           | Phase finale Super League                                                           | Phase finale Super League                                                           | Phase finale Super League                                                           | Challenge Cup                                                                       |
| Année       | Année       | Class.                                                                              | Points                                                                              | MJ                                                                                  | V.                                                                                  | N.                                                                                  | D.                                                                                  | Pp.                                                                                 | Pc.                                                                                 | Perf.                                                                               | MJ                                                                                  | V.                                                                                  | N.                                                                                  | D.                                                                                  | Pp.                                                                                 | Pc.                                                                                 | Performance                                                                         |
| Saison 2005 | Saison 2005 | 12e                                                                                 | 5                                                                                   | 28                                                                                  | 2                                                                                   | 1                                                                                   | 25                                                                                  | 445                                                                                 | 1210                                                                                | Non qualifié                                                                        | -                                                                                   | -                                                                                   | -                                                                                   | -                                                                                   | -                                                                                   | -                                                                                   | Quart-de-finale                                                                     |
| Année       | Année       | Saison régulière National League One - Deuxième division                            | Saison régulière National League One - Deuxième division                            | Saison régulière National League One - Deuxième division                            | Saison régulière National League One - Deuxième division                            | Saison régulière National League One - Deuxième division                            | Saison régulière National League One - Deuxième division                            | Saison régulière National League One - Deuxième division                            | Saison régulière National League One - Deuxième division                            | Phase finale National League One                                                    | Phase finale National League One                                                    | Phase finale National League One                                                    | Phase finale National League One                                                    | Phase finale National League One                                                    | Phase finale National League One                                                    | Phase finale National League One                                                    | Challenge Cup                                                                       |
| Saison 2006 | Saison 2006 | 3e                                                                                  | 26                                                                                  | 18                                                                                  | 13                                                                                  | 0                                                                                   | 5                                                                                   | 549                                                                                 | 334                                                                                 | 1er tour                                                                            | 1                                                                                   | 0                                                                                   | 0                                                                                   | 1                                                                                   | 22                                                                                  | 23                                                                                  | 4e tour                                                                             |
| Saison 2007 | Saison 2007 | 5e                                                                                  | 31                                                                                  | 18                                                                                  | 9                                                                                   | 0                                                                                   | 9                                                                                   | 454                                                                                 | 474                                                                                 | 1er tour                                                                            | 1                                                                                   | 0                                                                                   | 0                                                                                   | 1                                                                                   | 6                                                                                   | 19                                                                                  | 3e tour                                                                             |
| Saison 2008 | Saison 2008 | 4e                                                                                  | 34                                                                                  | 18                                                                                  | 10                                                                                  | 0                                                                                   | 8                                                                                   | 448                                                                                 | 448                                                                                 | 1er tour                                                                            | 1                                                                                   | 0                                                                                   | 0                                                                                   | 1                                                                                   | 24                                                                                  | 30                                                                                  | 4e tour                                                                             |
| Année       | Année       | Saison régulière Championship - Deuxième division                                   | Saison régulière Championship - Deuxième division                                   | Saison régulière Championship - Deuxième division                                   | Saison régulière Championship - Deuxième division                                   | Saison régulière Championship - Deuxième division                                   | Saison régulière Championship - Deuxième division                                   | Saison régulière Championship - Deuxième division                                   | Saison régulière Championship - Deuxième division                                   | Phase finale Championship                                                           | Phase finale Championship                                                           | Phase finale Championship                                                           | Phase finale Championship                                                           | Phase finale Championship                                                           | Phase finale Championship                                                           | Phase finale Championship                                                           | Challenge Cup                                                                       |
| Saison 2009 | Saison 2009 | 9e                                                                                  | 32                                                                                  | 20                                                                                  | 9                                                                                   | 0                                                                                   | 11                                                                                  | 426                                                                                 | 572                                                                                 | Non qualifié                                                                        | -                                                                                   | -                                                                                   | -                                                                                   | -                                                                                   | -                                                                                   | -                                                                                   | 4e tour                                                                             |
| Saison 2010 | Saison 2010 | 3e                                                                                  | 43                                                                                  | 20                                                                                  | 12                                                                                  | 1                                                                                   | 7                                                                                   | 580                                                                                 | 403                                                                                 | 1er tour                                                                            | 1                                                                                   | 0                                                                                   | 0                                                                                   | 1                                                                                   | 24                                                                                  | 26                                                                                  | Huitième de finale                                                                  |
| Saison 2011 | Saison 2011 | 2e                                                                                  | 53                                                                                  | 20                                                                                  | 18                                                                                  | 1                                                                                   | 1                                                                                   | 776                                                                                 | 368                                                                                 | Finale prél.                                                                        | 2                                                                                   | 0                                                                                   | 0                                                                                   | 2                                                                                   | 30                                                                                  | 55                                                                                  | 4e tour                                                                             |
| Saison 2012 | Saison 2012 | 2e                                                                                  | 44                                                                                  | 18                                                                                  | 14                                                                                  | 0                                                                                   | 4                                                                                   | 612                                                                                 | 310                                                                                 | Finale prél.                                                                        | 2                                                                                   | 0                                                                                   | 0                                                                                   | 2                                                                                   | 36                                                                                  | 64                                                                                  | Quart-de-finale                                                                     |
| Saison 2013 | Saison 2013 | 4e                                                                                  | 58                                                                                  | 26                                                                                  | 18                                                                                  | 0                                                                                   | 8                                                                                   | 752                                                                                 | 495                                                                                 | 1er tour                                                                            | 1                                                                                   | 0                                                                                   | 0                                                                                   | 1                                                                                   | 26                                                                                  | 40                                                                                  | 4e tour                                                                             |
| Saison 2014 | Saison 2014 | 1er                                                                                 | 76                                                                                  | 26                                                                                  | 25                                                                                  | 0                                                                                   | 1                                                                                   | 1024                                                                                | 396                                                                                 | Champion                                                                            | 3                                                                                   | 3                                                                                   | 0                                                                                   | 0                                                                                   | 110                                                                                 | 48                                                                                  | Quart-de-finale                                                                     |
| Année       | Année       | Saison régulière Championship - Deuxième division                                   | Saison régulière Championship - Deuxième division                                   | Saison régulière Championship - Deuxième division                                   | Saison régulière Championship - Deuxième division                                   | Saison régulière Championship - Deuxième division                                   | Saison régulière Championship - Deuxième division                                   | Saison régulière Championship - Deuxième division                                   | Saison régulière Championship - Deuxième division                                   | Super 8 Qualifiers Championship                                                     | Super 8 Qualifiers Championship                                                     | Super 8 Qualifiers Championship                                                     | Super 8 Qualifiers Championship                                                     | Super 8 Qualifiers Championship                                                     | Super 8 Qualifiers Championship                                                     | Super 8 Qualifiers Championship                                                     | Challenge Cup                                                                       |
| Saison 2015 | Saison 2015 | 1er                                                                                 | 43                                                                                  | 23                                                                                  | 21                                                                                  | 1                                                                                   | 1                                                                                   | 972                                                                                 | 343                                                                                 | 8e                                                                                  | 7                                                                                   | 1                                                                                   | 0                                                                                   | 6                                                                                   | 146                                                                                 | 231                                                                                 | Quart-de-finale                                                                     |
| Saison 2016 | Saison 2016 | 1er                                                                                 | 43                                                                                  | 23                                                                                  | 21                                                                                  | 1                                                                                   | 1                                                                                   | 410                                                                                 | 471                                                                                 | 2e                                                                                  | 7                                                                                   | 6                                                                                   | 0                                                                                   | 1                                                                                   | 223                                                                                 | 193                                                                                 | 5e tour                                                                             |
| Année       | Année       | Saison régulière Super League                                                       | Saison régulière Super League                                                       | Saison régulière Super League                                                       | Saison régulière Super League                                                       | Saison régulière Super League                                                       | Saison régulière Super League                                                       | Saison régulière Super League                                                       | Saison régulière Super League                                                       | Super 8 Qualifiers Super League                                                     | Super 8 Qualifiers Super League                                                     | Super 8 Qualifiers Super League                                                     | Super 8 Qualifiers Super League                                                     | Super 8 Qualifiers Super League                                                     | Super 8 Qualifiers Super League                                                     | Super 8 Qualifiers Super League                                                     | Challenge Cup                                                                       |
| Saison 2017 | Saison 2017 | 11e                                                                                 | 12                                                                                  | 23                                                                                  | 6                                                                                   | 0                                                                                   | 17                                                                                  | 425                                                                                 | 615                                                                                 | Million Pound Game                                                                  | 8                                                                                   | 5                                                                                   | 0                                                                                   | 3                                                                                   | 213                                                                                 | 130                                                                                 | 5e tour                                                                             |
| Année       | Année       | Saison régulière Championship - Deuxième division                                   | Saison régulière Championship - Deuxième division                                   | Saison régulière Championship - Deuxième division                                   | Saison régulière Championship - Deuxième division                                   | Saison régulière Championship - Deuxième division                                   | Saison régulière Championship - Deuxième division                                   | Saison régulière Championship - Deuxième division                                   | Saison régulière Championship - Deuxième division                                   | Championship Shield Championship                                                    | Championship Shield Championship                                                    | Championship Shield Championship                                                    | Championship Shield Championship                                                    | Championship Shield Championship                                                    | Championship Shield Championship                                                    | Championship Shield Championship                                                    | Challenge Cup                                                                       |
| Saison 2018 | Saison 2018 | 6e                                                                                  | 32                                                                                  | 23                                                                                  | 16                                                                                  | 0                                                                                   | 7                                                                                   | 819                                                                                 | 420                                                                                 | Finaliste                                                                           | 8                                                                                   | 4                                                                                   | 0                                                                                   | 4                                                                                   | 220                                                                                 | 178                                                                                 | Quart de finale                                                                     |
| Année       | Année       | Saison régulière                                                                    | Saison régulière                                                                    | Saison régulière                                                                    | Saison régulière                                                                    | Saison régulière                                                                    | Saison régulière                                                                    | Saison régulière                                                                    | Saison régulière                                                                    | Phase finale                                                                        | Phase finale                                                                        | Phase finale                                                                        | Phase finale                                                                        | Phase finale                                                                        | Phase finale                                                                        | Phase finale                                                                        | Challenge Cup                                                                       |
| Saison 2019 | Saison 2019 | 4e                                                                                  | 36                                                                                  | 27                                                                                  | 18                                                                                  | 0                                                                                   | 9                                                                                   | 792                                                                                 | 558                                                                                 | 1er tour                                                                            | 1                                                                                   | 0                                                                                   | 0                                                                                   | 1                                                                                   | 18                                                                                  | 34                                                                                  | 5e tour                                                                             |
| Saison 2020 | Saison 2020 | Édition annulée et titre non décerné en raison de la pandémie de Covid-19 en France | Édition annulée et titre non décerné en raison de la pandémie de Covid-19 en France | Édition annulée et titre non décerné en raison de la pandémie de Covid-19 en France | Édition annulée et titre non décerné en raison de la pandémie de Covid-19 en France | Édition annulée et titre non décerné en raison de la pandémie de Covid-19 en France | Édition annulée et titre non décerné en raison de la pandémie de Covid-19 en France | Édition annulée et titre non décerné en raison de la pandémie de Covid-19 en France | Édition annulée et titre non décerné en raison de la pandémie de Covid-19 en France | Édition annulée et titre non décerné en raison de la pandémie de Covid-19 en France | Édition annulée et titre non décerné en raison de la pandémie de Covid-19 en France | Édition annulée et titre non décerné en raison de la pandémie de Covid-19 en France | Édition annulée et titre non décerné en raison de la pandémie de Covid-19 en France | Édition annulée et titre non décerné en raison de la pandémie de Covid-19 en France | Édition annulée et titre non décerné en raison de la pandémie de Covid-19 en France | Édition annulée et titre non décerné en raison de la pandémie de Covid-19 en France | Édition annulée et titre non décerné en raison de la pandémie de Covid-19 en France |
| Année       | Année       | Saison régulière Super League                                                       | Saison régulière Super League                                                       | Saison régulière Super League                                                       | Saison régulière Super League                                                       | Saison régulière Super League                                                       | Saison régulière Super League                                                       | Saison régulière Super League                                                       | Saison régulière Super League                                                       | Phase finale Super League                                                           | Phase finale Super League                                                           | Phase finale Super League                                                           | Phase finale Super League                                                           | Phase finale Super League                                                           | Phase finale Super League                                                           | Phase finale Super League                                                           | Challenge Cup                                                                       |
| Saison 2021 | Saison 2021 | 12e                                                                                 | 4                                                                                   | 22                                                                                  | 2                                                                                   | 0                                                                                   | 20                                                                                  | 356                                                                                 | 870                                                                                 | Non qualifié                                                                        | -                                                                                   | -                                                                                   | -                                                                                   | -                                                                                   | -                                                                                   | -                                                                                   | Huitième de finale                                                                  |
| Année       | Année       | Saison régulière Championship - Deuxième division                                   | Saison régulière Championship - Deuxième division                                   | Saison régulière Championship - Deuxième division                                   | Saison régulière Championship - Deuxième division                                   | Saison régulière Championship - Deuxième division                                   | Saison régulière Championship - Deuxième division                                   | Saison régulière Championship - Deuxième division                                   | Saison régulière Championship - Deuxième division                                   | Phase finale Championship                                                           | Phase finale Championship                                                           | Phase finale Championship                                                           | Phase finale Championship                                                           | Phase finale Championship                                                           | Phase finale Championship                                                           | Phase finale Championship                                                           | Challenge Cup                                                                       |
| Saison 2022 | Saison 2022 | 1er                                                                                 | 52                                                                                  | 27                                                                                  | 26                                                                                  | 0                                                                                   | 1                                                                                   | 1306                                                                                | 208                                                                                 | Champion                                                                            | 2                                                                                   | 2                                                                                   | 0                                                                                   | 0                                                                                   | 114                                                                                 | 22                                                                                  | Huitième de finale                                                                  |
| Année       | Année       | Saison régulière Super League                                                       | Saison régulière Super League                                                       | Saison régulière Super League                                                       | Saison régulière Super League                                                       | Saison régulière Super League                                                       | Saison régulière Super League                                                       | Saison régulière Super League                                                       | Saison régulière Super League                                                       | Phase finale Super League                                                           | Phase finale Super League                                                           | Phase finale Super League                                                           | Phase finale Super League                                                           | Phase finale Super League                                                           | Phase finale Super League                                                           | Phase finale Super League                                                           | Challenge Cup                                                                       |
| Saison 2023 | Saison 2023 | 5e                                                                                  | 32                                                                                  | 27                                                                                  | 16                                                                                  | 0                                                                                   | 11                                                                                  | 585                                                                                 | 508                                                                                 | 1er tour                                                                            | 1                                                                                   | 0                                                                                   | 0                                                                                   | 1                                                                                   | 6                                                                                   | 20                                                                                  | Vainqueur                                                                           |
| Saison 2024 | Saison 2024 | 5e                                                                                  | 31                                                                                  | 27                                                                                  | 15                                                                                  | 1                                                                                   | 11                                                                                  | 566                                                                                 | 398                                                                                 | Demi-finale                                                                         | 2                                                                                   | 1                                                                                   | 0                                                                                   | 1                                                                                   | 14                                                                                  | 44                                                                                  | Quart de finale                                                                     |
| Saison 2025 | Saison 2025 | -                                                                                   | -                                                                                   |                                                                                     |                                                                                     |                                                                                     |                                                                                     |                                                                                     |                                                                                     | -                                                                                   | -                                                                                   | -                                                                                   | -                                                                                   | -                                                                                   | -                                                                                   | -                                                                                   | Demi-finale                                                                         |